# تارانتا بيلينيا
تارانتا بيلينيا (بالإيطالية: Taranta Peligna)‏ هي بلدية في مقاطعة كييتي في إقليم أبروتسو الإيطالي.

## السكان
في سنة 1861 بلغ عدد السكان 1٬948 نسمة، وتطور العدد ليصل في سنة 2011 لـ 399 نسمة.
يظهر هذا المخطط البياني تطور النمو السكاني لـ تارانتا بيلينيا